# 二苓路
二苓路（英語：Erling Rd.）為中華民國（臺灣）高雄市小港區的東西向一般道路，以二苓地區命名。起端於大業北路口接小港路，末端為漢民路口。

## 行經行政區域
- 小港區

## 沿線設施
（由西至東）
- 板信商業銀行二苓分行（前小港鄉農會/小港區農會）
- 全虹通信高雄尖美店
- 中華電信高雄二苓特約服務中心
- 寶雅生活館小港漢民店
- 二苓市場

### 鄰近商圈
- 漢民路商圈

## 公車資訊
- 港都客運
  - 30 小港站－長庚醫院
  - 63北 小港站－高坪一路口
  - 63南 小港站－高坪一路口
  - 69 小港幹線 小港站－高雄火車站

## 公共自行車
- 高雄市公共自行車租賃系統：
  - 大業北二苓路口：大業北路434號(前人行道)

## 內部連結
- 高雄市主要道路列表